# Acianthera angustifolia
Acianthera angustifolia là một loài thực vật có hoa trong họ Lan. Loài này được (Lindl.) Luer mô tả khoa học đầu tiên năm 2007.